# Serie (biologi)
Serie (latin: Series), förkortad ser. är en taxonomisk nivå. En serie kan i sin tur delas in i underserier (i singularis på latin: subseries), förkortat subser. (ibland sser.).
Inom botaniken, mykologin och fykologin regleras "serie" av ICN och betecknar en nivå mellan släkte och art enligt: Släkte (genus), undersläkte (subgenus), sektion (sectio), undersektion (subsectio), serie (series), underserie (subseries), art (species). Dessa extranivåer har visat sig behövliga för att man skall få hanterliga grupperingar av, exempelvis, apomiktiska småarter.
Inom zoologin regleras "serie" inte av ICZN och beteckningen har använts för att beteckna en nivå mellan fylum och klass, mellan klass och ordning, mellan ordning och familj eller mellan släkte och art.
Inom bakteriologin är "serie" enligt International Code of Nomenclature of Prokaryotes en informell beteckning för en nivå mellan undersläkte och art, som inte regleras av koden.
För kulturväxter används "Serie" av fröindustrin för att beteckna kultivarer som kan skilja sig från varandra bara vad beträffar en viss egenskap (exempelvis blomfärg). ICNCP följer vad gäller nomenklaturen ICN och namn givna efter den 1 januari 1996 anses ej etablerade om de innehåller begreppet "serie" (oavsett språk).